# Feliksa Bernarda Zdanowskiego Kalendarz Polski na rok zwyczajny 1898
Feliksa Bernarda Zdanowskiego Kalendarz Polski na rok zwyczajny 1898 – kalendarz na rok 1898, wydany nakładem własnym przez Feliksa Bernarda Zdanowskiego w 1897, w Porto Alegre. Był to pierwszy polski kalendarz wydany na półkuli zachodniej.

## Forma
W intencji Zdanowskiego, który był zarówno redaktorem, jak i wydawca dzieła, kalendarz miał zaspokajać potrzeby Polaków zamieszkałych na całej zachodniej półkuli i zawierać szereg informacji, których aktualność trwać miała znacznie dłużej niż tylko jeden rok. Autorami dołączonych do kalendarza, mocno rozbudowanych działów informacyjnych, byli (oprócz Zdanowskiego): Stanisław Kłobukowski, ks. Antoni Cubak i nieznany z nazwiska autor o pseudonimie Parańczyk. Całość, wraz z kalendarzem, miała 170 stron. Na okładce umieszczono trzy tarcze zegarowe, w tym jedną z napisem Warszawa, obrazujące różnice czasu między Polską a Ameryką. 

## Dystrybucja
Celem dotarcia do jak największej liczby rodaków Zdanowski skalkulował cenę kalendarza na niewysokim poziomie. Zadeklarował też bezpłatne egzemplarze dla bibliotek polskich i polskich korporacji studenckich. Kalendarz nabyć można było nie tylko w Brazylii, ale też w USA (Chicago, Filadelfia, Nowy Jork, Toledo, Buffalo, Detroit, San Francisco) i Europie (Londyn, Paryż, Berlin, Lipsk, Hamburg). Nie był natomiast przewidziany kolportaż w miastach polskich (wówczas pod zaborami).

## Zawartość
Na zawartość kalendarza składały się m.in. informacje o:
- Polonii latynoamerykańskiej, zwłaszcza brazylijskiej,
- geografii stanów brazylijskich, zwłaszcza tych zamieszkałych przez Polaków,
- praktycznej stronie bytowania w Brazylii,
- konsulatach państw zaborczych (teoretycznie reprezentujących wówczas ludność polską),
- szkołach i czasopismach polskich w Brazylii,
- niesnaskach występujących pomiędzy poszczególnymi odłamami polskiej emigracji,
- opłatach pocztowych, miarach i wagach brazylijskich,
- pierwszej pomocy i leczeniu domowym[1].

Częścią integralną wydawnictwa był śpiewnik patriotyczny, a także felietony dotyczące bieżących spraw polonijnych (np. Kochaj mowę ojców naszych, czy Do Polaków wstydzących się swej ojczystej mowy).